# Пико-Сан Донато (Бриндизи)
Пико-Сан Донато (итал. Pico-San Donato) је насеље у Италији у округу Бриндизи, региону Апулија.
Према процени из 2011. у насељу је живело 54 становника. Насеље се налази на надморској висини од 325 м.